# Kisilonda
Kisilonda település Romániában, Szilágy megyében.

## Fekvése
Nagyilondától északra, az Ilonda pataka mellett fekvő település.

## Története
Kisilonda nevét csak 1603-ban említették először oklevélben Malfalva néven.
1662-benKis-Ilonda, 1672-ben Kis-Ilondapataka, 1831-ben Mollyan és Melény, 1890-ben Mályán néven írták.
A település Kővári uradalomkisbunyi járásában fekvő falu volt, s Kővár összes tartozékainak 1567 évi felsorolásában még nem szerepelt, így valószínű, hogy csak 1567 és 1603 között keletkezhetett.
1604-ben Basta Kisilonda összes jövedelmét Kisbuni Vajda Jánosnak adta.
1625-ben Erdélyi István volt a település birtokosa. 
1650-ben pedig Kővárhoz tartozónak írták. 
1702-ben kincstári birtok volt, melyet 1719-ben a kincstár a Teleki családnak engedett át. A Telekieké volt még 1892-ben is.
1715-ben 10 jobbágy lakosa volt fiakkal együtt. A községben ekkor 5 lakó- és 4 pusztaház volt.
1831-ben 29 lakost számoltak itt össze.
A 20. század elején Szolnok-Doboka vármegye Nagyilondai járásához tartozott.